# Liste des chapitres de Chainsaw Man
Cette page recense la liste des chapitres du manga Chainsaw Man.

## Liste des volumes

### 1repartie: Kōan-hen
| no | Japonais        | Japonais          | Français         | Français          |
| no | Date de sortie  | ISBN              | Date de sortie   | ISBN              |
| --- | --------------- | ----------------- | ---------------- | ----------------- |
| 1 | 4 mars 2019     | 978-4-08-881780-4 | 11 mars 2020     | 978-2-8203-3782-5 |
| Liste des chapitres : - Épisode 1 : Chien et tronçonneuse (犬とチェンソー, Inu to Chensō) - Épisode 2 : Le destin de Pochita (ポチタの行方, Pochita no Yukue) - Épisode 3 : Arrivée à Tokyo (東京到着, Tōkyō Tōchaku) - Épisode 4 : Power (力, Pawā) - Épisode 5 : Comment tâter des seins (胸を揉む方法, Mune o Momu Hōhō) - Épisode 6 : Manipulation (使役, Shieki) - Épisode 7 : Le destin de Nyaako (ニャーコの行方, Nyāko no Yukue) |                 |                   |                  |                   |
| 2 | 2 mai 2019      | 978-4-08-881831-3 | 3 juin 2020      | 978-2-8203-3801-3 |
| Liste des chapitres : - Épisode 8 : Tronçonneuse VS chauve-souris (チェンソーVSコウモリ, Chensō VS Kōmori) - Épisode 9 : Sauvetage (救出, Kyūshutsu) - Épisode 10 : Glap (コン, Kon) - Épisode 11 : Compromis (妥協, Dakyō) - Épisode 12 : Pelotage (揉む, Momu) - Épisode 13 : Le Démon-Flingue (銃の悪魔, Jū no Akuma) - Épisode 14 : Éro-kiss (エロキス, Ero Kisu) - Épisode 15 : Un étage sans fin (エンドレス8階, Endoresu 8-kai) - Épisode 16 : Le goût de l'inédit (はじめての味, Hajimete no Aji) |                 |                   |                  |                   |
| 3 | 2 août 2019     | 978-4-08-882016-3 | 1er juillet 2020 | 978-2-8203-3815-0 |
| Liste des chapitres : - Épisode 17 : Tuer Denji ! (デンジを殺せ, Denji o Korose) - Épisode 18 : Chainsaw VS éternité (チェンソーVS永遠, Chensō VS Eien) - Épisode 19 : Prix nobel (ノーベル賞, Nōberu-shō) - Épisode 20 : Beuverie (飲み, Nomi) - Épisode 21 : Le goût d'un baiser (キスのお味, Kisu no Oaji) - Épisode 22 : Chupa Chups, goût cola (チュッパチャプス コーラ味, Chuppa Chapusu Kōra Aji) - Épisode 23 : Coups de feu (銃声, Jūsei) - Épisode 24 : Malédiction (呪い, Noroi) - Épisode 25 : Ghost-Snake-Chainsaw (ゴースト・ヘビ・チェンソー, Gōsuto・Hebi・Chensō) |                 |                   |                  |                   |
| 4 | 4 octobre 2019  | 978-4-08-882075-0 | 2 septembre 2020 | 978-2-8203-3835-8 |
| Liste des chapitres : - Épisode 26 : Puissant est le flingue (銃は強し, Jū wa Tsuyoshi) - Épisode 27 : Depuis Kyoto (京都より, Kyōto Yori) - Épisode 28 : Secrets et mensonges (秘密と嘘, Himitsu to Uso) - Épisode 29 : 20 sur 20 (100点満点, 100-ten Manten) - Épisode 30 : Amochés, lessivés (もっとボロボロ, Motto Boroboro) - Épisode 31 : Top futur (未来最高, Mirai Saikō) - Épisode 32 : Encore et encore (繰り返し繰り返し, Kurikaeshi Kurikaeshi) - Épisode 33 : Début de l'opération (作戦開始, Sakusen Kaishi) - Épisode 34 : Rassemblement général (全員集合, Zenin Shūgō) |                 |                   |                  |                   |
| 5 | 4 janvier 2020  | 978-4-08-882171-9 | 4 novembre 2020  | 978-2-8203-3854-9 |
| Liste des chapitres : - Épisode 35 : Mineur (末成年, Miseinen) - Épisode 36 : Katana VS Chainsaw (日本刀VSチェンソー, Nihontō VS Chensō) - Épisode 37 : Train-Tête-Chainsaw (電車・頭・チェンソー, Densha・Atama・Chensō) - Épisode 38 : Vengeance facile ! (気楽に復讐を!, Kiraku ni Fukushū o!) - Épisode 39 : Larmes assurées (きっと泣く, Kitto Naku) - Épisode 40 : Amour-Fleur-Chainsaw (恋・花・チェンソー, Koi・Hana・Chensō) - Épisode 41 : Avant la tempête (嵐の前, Arashi no Mae) - Épisode 42 : Apprendre à nager (泳ぎ方を教えて, Oyogikata o Oshiete) - Épisode 43 : Jane s'est endormie dans l'église (ジェーンは教会で眠った, Jēn wa Kyōkai de Nemutta)                                                                         |                 |                   |                  |                   |
| 6 | 4 mars 2020     | 978-4-08-882224-2 | 13 janvier 2021  | 978-2-8203-4054-2 |
| Liste des chapitres : - Épisode 44 : Bam Bam Bam (バン バン バン, Ban Ban Ban) - Épisode 45 : Belle journée pour sauter (爆発日和, Bakuhatsu Biyori) - Épisode 46 : La mélodie du massacre (皆殺しのメロディ, Minagoroshi no Merodi) - Épisode 47 : Pas de bol avec les filles (女運, Onna Un) - Épisode 48 : Boum Boum Boum (ボンボンボン, Bon Bon Bon) - Épisode 49 : Shark hurricane (サメハリケーン, Same Harikēn) - Épisode 50 : Sharknado (シャークネード, Shākunēdo) - Épisode 51 : Dark diving (ダークダイビング, Dāku Daibingu) - Épisode 52 : Amour déçu-Fleurs-Chainsaw (失恋・花・チェンソー, Shitsuren・Hana・Chensō) |                 |                   |                  |                   |
| 7 | 4 juin 2020     | 978-4-08-882328-7 | 10 mars 2021     | 978-2-8203-4067-2 |
| Liste des chapitres : - Épisode 53 : En rêve (夢の中, Yume no Naka) - Épisode 54 : Pour aller à Enoshima (江の島にいくには, Enoshima ni Ikuni wa) - Épisode 55 : Let's go (レッツゴー, Rettsu Gō) - Épisode 56 : Malédiction et première fois (呪いと初めて, Noroi to Hajimete) - Épisode 57 : Quand soudain (突然, Totsuzen) - Épisode 58 : Yûtarô kurose (黒瀬ユウタロウ, Kurose Yūtarō) - Épisode 59 : Tohu-bohu (めちゃくちゃ, Mechakucha) - Épisode 60 : Quanxi et ses hominidémones massacrent 49 personnes (クァンシと魔人達四十九人斬り, Kwanshi to ma Hitotachi Yon-jū-kyū Ningiri) - Épisode 61 : La fille des infos (ニュースレポーター, Nyūsu Repōtā)                                                                                |                 |                   |                  |                   |
| 8 | 4 août 2020     | 978-4-08-882376-8 | 5 mai 2021       | 978-2-82-034084-9 |
| Liste des chapitres : - Épisode 62 : Méga tohu-bohu (ちょうめちゃくちゃ, Chō Mechakucha) - Épisode 63 : Voyage en enfer (地獄旅行, Jigoku Ryokō) - Épisode 64 : Welcome to hell (ウェルカムトゥーザヘル, Werukamu tū za Heru) - Épisode 65 : Le démon-ténèbres (闇の悪魔, Yami no Akuma) - Épisode 66 : Ouaf ! (ワン！, Wan!) - Épisode 67 : Le premier devil hunter (最初のデビルハンター, Saisho no Debiruhanta) - Épisode 68 : Dark Power (ダークパワー, Dāku Pawā) - Épisode 69 : Shinning Power (シャイニングパワー, Shainingu Pawā) - Épisode 70 : Cueillette (摘む, Tsumu) |                 |                   |                  |                   |
| 9 | 4 novembre 2020 | 978-4-08-882470-3 | 7 juillet 2021   | 978-2-82-034098-6 |
| Liste des chapitres : - Épisode 71 : Bain (お風呂, Ofuro) - Épisode 72 : Tous ensemble (みんな一緒, Min'na Issho) - Épisode 73 : Au bout du quotidien (日常の終わりに, Nichijō no Owari ni) - Épisode 74 : Ce que disent les vagues (波の言う事, Nami no Iukoto) - Épisode 75 : 9.12 (9,12) - Épisode 76 : N'ouvre pas (開けちゃダメ, Akecha Dame) - Épisode 77 : Ding Dong Ding (チャイムチャイムチャイム, Chaimu Chaimu Chaimu) - Épisode 78 : Bataille de boules de neige (ゆきがっせん, Yuki Gassen) - Épisode 79 : Baseball (キャッチボール, Kyatchi Bōru) |                 |                   |                  |                   |
| 10 | 4 janvier 2021  | 978-4-08-882527-4 | 8 septembre 2021 | 978-2-82-034116-7 |
| Liste des chapitres : - Épisode 80 : Moi vouloir être chien (犬の気持ち, Inu no Kimochi) - Épisode 81 : La papatte (おてて, Otete) - Épisode 82 : Bien manger le matin (朝食はしっかり, Chōshoku wa Shikkari) - Épisode 83 : Mort-Résurrection-Chainsaw (死・復活・チェンソー, Shi Fukkatsu Chensō) - Épisode 84 : Le héros de l'enfer (地獄のヒーロー, Jigoku no Hīrō) - Épisode 85 : Tripes et tripes et colégram (超跳腸・胃胃肝血, Chō Cho Chō Īkan Dji) - Épisode 86 : Chainsaw rendez-vous (デートチェンソー, Dēto Chensō) - Épisode 87 : Chainsaw Man vs les terrifiantes armes humaines (チェンソーマン VS 恐怖の武器人間, Chensō Man VS Kyōfu no Buki Ningen) - Épisode 88 : Star Chainsaw (スターチェンソー, Sutā Chensō)              |                 |                   |                  |                   |
| 11 | 4 mars 2021     | 978-4-08-882576-2 | 10 novembre 2021 | 978-2-82-034128-0 |
| Liste des chapitres : - Épisode 89 : Courage, Chainsaw Man! (がんばれチェンソーマン, Ganbare Chensō Man) - Épisode 90 : Super-Power (超パワー, Chō Pawā) - Épisode 91 : Power-Power-Power (パワー・パワー・パワー, Pawā Pawā Pawā) - Épisode 92 : Zombie - Sang - Tronçonneuse (ゾンビ・血・チェンソ, Zonbi Chi Chensō) - Épisode 93 : Toi et les films pourris (君と糞映画, Kimi to Kuso Eiga) - Épisode 94 : Chainsaw Man vs armes humaines (チェンソーマン 対 武器人間ズ, Chensō Man Tai Buki Ningen Zu) - Épisode 95 : Chainsaw Man vs Démon-Domination (チェンソーマン VS 支配の悪魔, Chensō Man VS Shihai no Akuma) - Épisode 96 : Ce goût-là (こんな味, Kon'na Aji) - Épisode 97 : I-love-Chainsaw (愛・ラブ・チェンソー, Ai Rabu Chensō) |                 |                   |                  |                   |

### 2departie: Gak-hekōn
| no | Japonais         | Japonais          | Français          | Français                                                                 |
| no | Date de sortie   | ISBN              | Date de sortie    | ISBN                                                                     |
| --- | ---------------- | ----------------- | ----------------- | ------------------------------------------------------------------------ |
| 12 | 4 octobre 2022   | 978-4-08-883271-5 | 5 avril 2023      | 978-2-82-034369-7 (édition standard) 978-2-82-034663-6 (édition limitée) |
| Liste des chapitres : - Épisode 98 : Oiseau et guerre (鳥と戦争, Tori to Sensō) - Épisode 99 : Deux oiseaux (2羽, Ni-wa) - Épisode 100 : Comment marcher pieds nus (裸足の歩き方, Hadashi no Arukikata) - Épisode 101 : Les devil hunters après les cours (放課後デビルハンター, Hōkago Debiru Hantā) - Épisode 102 : Save the cat (セーブザキャット, Sēbu za Kyatto) - Épisode 103 : Denji Dream (デンジドリーム, Denji Dorīmu) |                  |                   |                   |                                                                          |
| 13 | 4 janvier 2023   | 978-4-08-883316-3 | 5 juillet 2023    | 978-2-82-034377-2                                                        |
| Liste des chapitres : - Épisode 104 : Spoiler (ネタバレ, Netabare) - Épisode 105 : Grosse chaleur (灼熱, Shakunetsu) - Épisode 106 : Feu de joie (焚火, Takibi) - Épisode 107 : L'assaillante de l'école (学校の襲撃者, Gakkō no Shūgekisha) - Épisode 108 : Ce qui compte pour Asa (アサの大切なもの, Asa no Taisetsu na Mono) - Épisode 109 : Comment mettre aisément fin aux brimades (簡単なイジメのなくしかた, Kantan na Ijime no Nakushi Kata) - Épisode 110 : Sonnerie nocturne (夜のチャイム, Yoru no Chaimu) - Épisode 111 : Ha Ha Ha Ha Ha ! (アハハハハ, Aha Ha Ha Ha) - Épisode 112 : Entre le chat et le criminel (猫と犯罪者の間, Neko to Hanzaisha no Aida) |                  |                   |                   |                                                                          |
| 14 | 4 avril 2023     | 978-4-08-883464-1 | 11 octobre 2023   | 978-2-82-034394-9                                                        |
| Liste des chapitres : - Épisode 113 : J'veux voir les pingouins ! (ペンギンが見たい！, Pengin ga Mitai!) - Épisode 114 : Endless aquarium (エンドレス水族館, Endoresu Suizokukan) - Épisode 115 : Les lycéens d'aujourd'hui (今時の高校生, Imadoki no kōkōsei) - Épisode 116 : Le goût des étoiles de mer (ヒトデの味, Hitode no Aji) - Épisode 117 : Pingouin et arme (ペンギンと武器, Pengin to Buki) - Épisode 118 : Mots d'au revoir (別れの挨拶, Wakare no Aisatsu) - Épisode 119 : Voleuse (泥棒, Dorobō) - Épisode 120 : Triangle (トライアングル, Toraianguru) - Épisode 121 : La théorie du bonheur (幸福論, Kōfukuron) - Épisode 122 : La grande prophétie (大予言, Daiyogen) |                  |                   |                   |                                                                          |
| 15 | 4 août 2023      | 978-4-08-883598-3 | 17 janvier 2024   | 978-2-82-034804-3 (édition standard) 978-2-82-034825-8 (édition limitée) |
| Liste des chapitres : - Épisode 123 : Hors-d'œuvre (前菜, Zensai) - Épisode 124 : Soupe (スープ, Sūpu) - Épisode 125 : La chipeuse de pommes (林檎万引き犯, Ringo Manbiki-han) - Épisode 126 : Un combat qui tache (ぐちゃぐちゃファイト, Guchagucha Faito) - Épisode 127 : Save the Asa (セーブザアサ, Sēbu za Asa) - Épisode 128 : Plat de résistance (メインディッシュ, Mein Disshu) - Épisode 129 : Sauve-moi, Chainsaw Man ! (助けてチェンソーマン, Tasukete Chensō Man) - Épisode 130 : Kill Build(ing) (斬るビル, Kiru Biru) - Épisode 131 : Goût de chiottes (糞の味, Kuso no Aji) - Épisode 132 : Protection (保護, Hogo) - Épisode 133 : Manif Chainsaw Man (チェンソーマンデモ, Chensō Man Demo) |                  |                   |                   |                                                                          |
| 16 | 4 décembre 2023  | 978-4-08-883701-7 | 2 mai 2024        | 978-2-82-035026-8 (édition standard) 978-2-82-035037-4 (édition limitée) |
| Liste des chapitres : - Épisode 134 : Un bonheur normal (普通の幸せ, Futsū no Shiawase) - Épisode 135 : Sentimental drive (センチメンタルドライブ, Senchimentaru Doraibu) - Épisode 136 : Jours normaux (普通の日々, Futsū no Hibi) - Épisode 137 : Chu-Chu-Lovely Munimuni-Muramura (チューチューラブリームニムニムラムラ, Chū Chū Raburī Muni Muni Mura Mura) - Épisode 138 : Sword Man (ソードマン, Sōdo Man) - Épisode 139 : Les sentiments d'une chaise (イスの気持ち, Isu no Kimochi) - Épisode 140 : Balance (天秤, Tenbin) - Épisode 141 : Une vie normale + (普通の人生プラス, Futsū no Jinsei Purasu) - Épisode 142 : Denji Fan Club (デンジファンクラブ, Denji Fan Kurabu) - Épisode 143 : Graou ! (がおー, Gaō) |                  |                   |                   |                                                                          |
| 17 | 4 avril 2024     | 978-4-08-884035-2 | 18 septembre 2024 | 978-2-82-034851-7 (édition standard) 978-2-82-035044-2 (édition limitée) |
| Liste des chapitres : - Épisode 144 : Flingues, clous, katanas (銃・釘・刀, Jū Kugi Katana) - Épisode 145 : Kumbaya (クンバヤ, Kunbaya) - Épisode 146 : Chainsaw Man War (チェンソーマン戦争, Chensō Man Sensō) - Épisode 147 : Crémation (火葬, Kasō) - Épisode 148 : Appart'606 - Lame (606号室剣, 606-Gōshitsu ken) - Épisode 149 : Le choix du démon (悪魔の選択, Akuma no Sentaku) - Épisode 150 : Après le rêve (夢の次, Yume no Tsugi) - Épisode 151 : Chainsaw Man est de retour (帰ってきたチェンソーマン, Kaettekita Chensō Man) - Épisode 152 : Massage (マッサージ, Massāji) - Épisode 153 : Chainsaw Man Hunters (チェンソーマンハンター, Chensō Man Hantā) |                  |                   |                   |                                                                          |
| 18 | 2 août 2024      | 978-4-08-884155-7 | 22 janvier 2025   | 978-2-82-034881-4 978-2-82-035254-5 (édition limitée)                    |
| Liste des chapitres : - Épisode 154 : Tous des animaux (みんなペット, Minna Petto) - Épisode 155 : La moi d'avant (前の私, Mae no Watashi) - Épisode 156 : Flap Flap Flap Flap Vrr Vrr Vrr Vrr Sprotch Sprotch (ババババヴヴヴヴバラバラ, Ba Ba Ba Ba Vu Vu Vu Vu Barabara) - Épisode 157 : Épargne-Études (進学資金, Shingaku Shikin) - Épisode 158 : Gyonii - Guillotine (ギョニーギロチン, Gyonī Girochin) - Épisode 159 : Attack on Samurai (アタックオンサムライ, Atakku on Samurai) - Épisode 160 : Là vers où le cœur bat (心臓の動く向き, Shinzō no Ugoku Muki) - Épisode 161 : Chainsaw Man Puzzle (チェンソーマンパズル, Chensō Man Pazuru) - Épisode 162 : Terrifiant (恐ろしい奴, Osoroshii Yatsu) - Épisode 163 : Un rêve couillu (夢のタマキン, Yume no Tamakin) - Épisode 164 : Décombres (焼け跡, Yakeato) |                  |                   |                   |                                                                          |
| 19 | 4 décembre 2024  | 978-4-08-884313-1 | 21 mai 2025       | 978-2-82-035166-1 978-2-82-035327-6 (édition limitée)                    |
| Liste des chapitres : - Épisode 165 : Habituel paysage (いつもの風景, Itsumo no Fūkei) - Épisode 166 : Pluie - Soap - Amputation (雨・ソープ・切断, Ame Sōpu Setsudan) - Épisode 167 : Méga-smack (超チュー, Chō Chū) - Épisode 168 : Baiser-amour-semance (キス・好き・スペルマ, Kisu Suki Superuma) - Épisode 169 : Main et adaptation (手と適応, Te to Tekiō) - Épisode 170 : Comment manger les sushis (寿司の食べ方, Sushi no Tabekata) - Épisode 171 : 5e section spéciale (特異5課, Tokui Goka) - Épisode 172 : Bwuum! Boum! Crunch! (ヴヴン！ドオン！ガブ！, Vuvun! Dōn! Gabu!) - Épisode 173 : On entend un peu (少し聞こえてる, Sukoshi Kikoeteru) - Épisode 174 : Coup de vieux (おーい老い, Ōi Oi) - Épisode 175 : Des deux mains (両の手, Ryō no Te) |                  |                   |                   |                                                                          |
| 20 | 4 avril 2025     | 978-4-08-884471-8 | 8 octobre 2025    | 978-2-82-035167-8                                                        |
| Liste des chapitres : - Épisode 176 : Deux enfants (二子, Nishi) - Épisode 177 : Index (人差し指, Hitosashiyubi) - Épisode 178 : La liberté fusillant le monde (銃の女神, Jū no Megami) - Épisode 179 : Vamvagah (ヴァンヴァガ, Vanvaga) - Épisode 180 : Un monde de vieux (老いの世界, Oi no Sekai) - Épisode 181 : Bizar'bre (気になる木, Ki ni naru ki) - Épisode 182 : Un mignon visage (可愛い顔, Kawaii Kao) - Épisode 183 : Vomi - visage - vice (ゲロ・顔・エロ, Gero Kao Ero) - Épisode 184 : Cours, Denji ! (走れデンジ, Hashire Denji) - Épisode 185 : L'estomac loin là-bas (胃は異世界, I wa Isekai) - Épisode 186 : Gwup - Woosh - Bwuum (ギュッ・ボッ・ヴヴン, Gyu Bo Vuvun) |                  |                   |                   |                                                                          |
| 21 | 4 juillet 2025   | 978-4-08-884593-7 |                   |                                                                          |
| Liste des chapitres : - Épisode 187 : Gerbe! (ゲロれ！, Gerore!) - Épisode 188 : Pieuvre - War - Chainsaw (蛸・ウォー・チェンソー, Tako Wō Chensō) - Épisode 189 : Heartpass octopus (ハートパス・オクトパス, Hāto Pasu Okutopasu) - Épisode 190 : Vers le monde d'avant (元の世界へ, Moto no Sekai e) - Épisode 191 : Démon, après tout (だって悪魔だから, Datte Akuma Dakara) - Épisode 192 : Comment s'amusent les démons (悪魔の遊び方, Akuma no Asobikata) - Épisode 193 : Burning Kiss (バーニングKISS, Bāningu Kisu) - Épisode 194 : Vivement la fete (楽しみ文化祭, Tanoshimi Bunkasai) - Épisode 195 : Larmes fatales (キルミー涙, Kiru Mī Namida) - Épisode 196 : Le voilà! Chainsaw Man! (やってきた！ チェンソーマン！, Yattekita! Chensō Man!) - Épisode 197 : 3 secondes (3秒, San-byō) - Épisode 198 : Coucou, c'est Kiga ! (キガちゃんデス！, Kiga-chan Desu!)                                                                                   |                  |                   |                   |                                                                          |
| 22 | 4 septembre 2025 | 978-4-08-884669-9 |                   |                                                                          |
| ー |                  |                   |                   |                                                                          |
| Liste des chapitres : - Épisode 199 : Mangeons avec délice (おいしく食べよう, Oishiku Tabeyō) - Épisode 200 : Duo nocif (有害な二人, Yūgai na Futari) - Épisode 201 : La terreur, c'est ça (恐怖ってのはこう！, Kyōfu tte no wa Kō!) - Épisode 202 : Démonofusion (悪魔合体, Akuma Gattai) - Épisode 203 : Bouclier humain (人シールド, Hito Shīrudo) - Épisode 204 : Avec une vie (一人の命で, Hitori no Inochi de) - Épisode 205 : C'est qui ? (誰？, Dare?) - Épisode 206 : Seins - Femme - Excuses (胸・女・謝罪, Mune Onna Shazai) - Épisode 207 : BABABABABABABABABAM ! (バババババババババ！, Bababababababababa!) - Épisode 208 : Décidement, pas moyen ! (やっぱイヤ, Yappa Iya) - Épisode 209 : Des armes redoutables (恐ろしい兵器, Osoroshī Heiki) - Épisode 210 : Peace (ピース, Pīsu) - Épisode 211 : Guerre - Culotte - Chainsaw (戦争・パンツ・チェンソー, Sensō Pantsu Chensō) - Épisode 212 : Une super chic fille (すごくいいこ, Sugoku Iiko) |                  |                   |                   |                                                                          |

### Édition japonaise
1. 1 2  Tome 1
2. 1 2  Tome 2
3. 1 2  Tome 3
4. 1 2  Tome 4
5. 1 2  Tome 5
6. 1 2  Tome 6
7. 1 2  Tome 7
8. 1 2  Tome 8
9. 1 2  Tome 9
10. 1 2  Tome 10
11. 1 2  Tome 11
12. 1 2  Tome 12
13. 1 2  Tome 13
14. 1 2  Tome 14
15. 1 2  Tome 15
16. 1 2  Tome 16
17. 1 2  Tome 17
18. 1 2  Tome 18
19. 1 2  Tome 19
20. 1 2  Tome 20
21. 1 2  Tome 21
22. 1 2  Tome 22

### Édition française
1. 1 2  Tome 1
2. 1 2  Tome 2
3. 1 2  Tome 3
4. 1 2  Tome 4
5. 1 2  Tome 5
6. 1 2  Tome 6
7. 1 2  Tome 7
8. 1 2  Tome 8
9. 1 2  Tome 9
10. 1 2  Tome 10
11. 1 2  Tome 11
12. 1 2  Tome 12
13. ↑  Tome 12 Collector
14. 1 2  Tome 13
15. 1 2  Tome 14
16. 1 2  Tome 15
17. ↑  Tome 15 Collector
18. 1 2  Tome 16
19. ↑  Tome 16 Collector
20. 1 2  Tome 17
21. ↑  Tome 17 Collector
22. 1 2  Tome 18
23. ↑  Tome 18 Collector
24. 1 2  Tome 19
25. ↑  Tome 19 Collector
26. 1 2  Tome 20